# Yo, Judío
Yo, Judío (Eu, judeu) é um ensaio de 1934 sobre antissemitismo, do escritor argentino Jorge Luis Borges.

## Contexto
Em 1934, ultranacionalistas argentinos filiados à revista Crisol, simpatizantes de Adolf Hitler e do Partido Nazista, afirmaram que Borges era secretamente judeu e, por implicação, não era verdadeiramente argentino. Borges respondeu escrevendo o ensaio, cujo título é uma referência à antiga frase "Yo, argentino" ("Eu, (sou) argentino"), que era proferida por potenciais vítimas durante pogroms contra judeus argentinos, significando que a pessoa não era judia. No ensaio, Borges declara que teria orgulho de ser judeu e observa que qualquer castelhano puro provavelmente vem de uma antiga ascendência judaica, de um milênio atrás.
No ensaio, Borges detalha seus próprios esforços, árduos, mas em última análise inúteis, para documentar possíveis ancestrais judeus na genealogia de sua própria família:

Duzentos anos e ainda não encontrei o israelita, duzentos anos e o ancestral me escapa. Agradeço o incentivo de Crisol, mas minha esperança de me conectar com a Mesa dos Pães e o Mar de Bronze, com Heine, Gleizer e as dez Sefirot, com Eclesiastes e Chaplin, está se esvaindo.
Charlie Chaplin não era judeu, apesar de ser mencionado como judeu no ensaio. Sarah Rinder, em artigo para a Mosaic Magazine, sugere que Borges expressa uma "afeição especialmente por aqueles judeus que transcenderam, ou até mesmo se desfizeram, de suas identidades judaicas".
O editor mencionado no ensaio, Manuel Gleizer, era bibliotecário, editor e redator, cuja livraria era ponto de encontro de autores, entre eles Borges.
Em 2024, o Centro Kislak de Coleções Especiais, Livros Raros e Manuscritos das Bibliotecas da Universidade da Pensilvânia, comprou o manuscrito holográfico de Yo, Judío de uma livraria em Montevidéu, Uruguai, com marca de prateleira UPenn Misc Mss Box 25 Folder 38.